# Ace Combat 3: Electrosphere
Ace Combat 3: Electrosphere – japońska konsolowa gra wyprodukowana i wydana przez Namco w 1999 i 2000, w 2000 i 2001 roku wydana także przez Sony Computer Entertainment.
W odróżnieniu od poprzednich tytułów z serii Ace Combat, motywy poruszane w tej odsłonie skupiały się bardziej na elementach science-fiction, porzucając projekty samolotów i lokacji zbliżone do rzeczywiście istniejących na rzecz futurystycznych projektów. Rozgrywka polega na kontolowaniu jednego z wielu typów samolotów i niszczeniu celów powietrznych, oraz jednoczesnego wykonywania celów danej misji, takich jak obrona bazy lotniczej czy zniszczenie nadciągającej wrogiej floty.
Jako następca Ace Combat 2, Electrosphere korzysta z wielu rozwiązań związanych z rozgrywką stosowanych przez poprzednika. W odróżnieniu od poprzednich części serii, Electrosphere kładzie większy nacisk na prowadzoną opowieść, przedstawianą za pomocą animowanych przerywników filmowych, za które odpowiadało studio Production I.G. Jako jedną z inspiracji dla osi fabularnej w Electrosphere wymieniana jest seria Neon Genesis Evangelion. 
Kontrowersje w wydaniach na rynek europejski i amerykański wywołane zostały przez usunięcie znacznej części misji oraz przerywników filmowych z angielskiej wersji gry, znacznie spłycając historię przedstawioną w grze. Względem oryginalnego, japońskiego wydania wycięto także komunikaty radiowe w trakcie misji, oraz rozgałęziającą się historię, zależną od wyborów gracza. Decyzja ta została podyktowana względami finansowymi, w Japonii gra została wydana na dwóch płytach CD, natomiast na pozostałych rynkach część zawartości została usunięta, aby tytuł zmieścić na jednym nośniku CD. Istnieje fanowski projekt przywracający usunięte elementy do wersji angielskiej gry, bazując na japońskiej edycji Electrosphere.
Pomimo problemów związanych ze znacznym ograniczeniem dostępnej zawartości w wersjach angielskojęzycznych, Electrosphere udało się osiągnąć sprzedaż na poziomie miliona kopii, z pozytywnym odbiorem na rynku japońskim i mieszanym w pozostałych regionach, gdzie głównie krytyce został poddany brak znacznej części zawartości względem wersji japońskiej oraz prosta rozgrywka.